# Kenji Wakai
Kenji Wakai (若井 研治 Wakai Kenji?), född 22 september 1974 i Hiroshima prefektur, är en japansk före detta fotbollsspelare.
Wakai började sin karriär 1997 i Sanfrecce Hiroshima. Han avslutade karriären 1997.